# Gua Tempurung
Gua Tempurung è una grotta nei dintorni di Gopeng, località dello Stato di Perak, in Malaysia. 
Molto nota fra gli speleologi professionisti ed appassionati, misura circa 3,4 km di lunghezza; è una delle grotte più lunghe della penisola malese. 
Alcune sale e cunicoli più facilmente visitabili sono stati attrezzati con l'illuminazione elettrica e le passerelle; si possono organizzare una serie di escursioni di diversa lunghezza e grado di difficoltà. 
Un fiume scorre nella caverna, per un percorso totale di circa 1,6 km. Vi sono tre sale molto grandi ed alcune spettacolari stalattiti e stalagmiti.
Le autorità locali hanno preferito sviluppare il turismo in questa zona con l'allestimento di go-kart e piste per l'equitazione, nonostante alla fine degli anni novanta del secolo scorso siano state scoperte alcune specie animali, fra i quali il ragno Liphistius tempurung, che necessiterebbero di protezione.